# Eludir la carga de la prueba
En lógica, eludir la carga de la prueba es una falacia que consiste en asumir que algo es verdadero o falso por el simple hecho de no aportar razones que fundamenten la conclusión (silencio), en negarse o en pretender que las aporte el oponente.
La expresión carga de la prueba procede del campo jurídico y se expresa en el brocardo: «Probat qui dicit non qui negat» ('debes probar lo que dices, no lo que niegas'), es decir que quien sostiene algo debe probarlo más allá de toda duda razonable. Expresión máxima de esta falacia es la sordera mental de quien se niega a razonar. Como decía el poeta, religioso y humanista español Fray Luis de León (1527-1591): «Dice y no da razón de lo que dice».
En el marco de una discusión lógica, la carga de la prueba es la obligación de demostrar afirmaciones (una negación desde un punto de vista lógico también constituye una afirmación). Eludir la carga de la prueba es una forma especial de la falacia argumentum ad ignorantiam, que presupone que algo debe ser verdadero (o falso) a menos que se pruebe lo contrario. El que elude la carga exige prueba de algo que no la necesita.

## Ejemplos
- a. «Dios existe. Demuéstrame que no existe», o bien, b. Dios no existe. Demuéstrame que si existe». En ambos planteamientos se está eludiendo la carga de prueba.
- «Sobre la cuestión del divorcio no quiero ni oír hablar. Como te he dicho, creo que el vínculo del matrimonio es indivisible y punto».
- «No escuches lo que dice, es todo manipulación informativa». Para saber si es manipulación se deben escuchar los argumentos de ambas partes y comprobar si son ciertos. Para sostener una afirmación o para disponer más carga en un sentido o en otro es necesario disponer de la información o presentar pruebas de ello, por tanto, nunca se debe eludir la carga de prueba.